# Carex montis-eeka
Carex montis-eeka är en halvgräsart som beskrevs av Wilhelm B. Hillebrand. Carex montis-eeka ingår i släktet starrar, och familjen halvgräs. Inga underarter finns listade i Catalogue of Life.